# Acrobasis vaccinii
Espèce
Acrobasis vaccinii, la Pyrale des atocas, est une espèce de lépidoptères (papillons) de la famille des Pyralidae, originaire d'Amérique du Nord, qui parasite diverses espèces du genre Vaccinium.

## Distribution géographique
Cette Pyrale est présente en Amérique du Nord, de la Nouvelle-Écosse à la Floride et du Wisconsin au Texas. Elle a été introduite dans l'État de Washington.

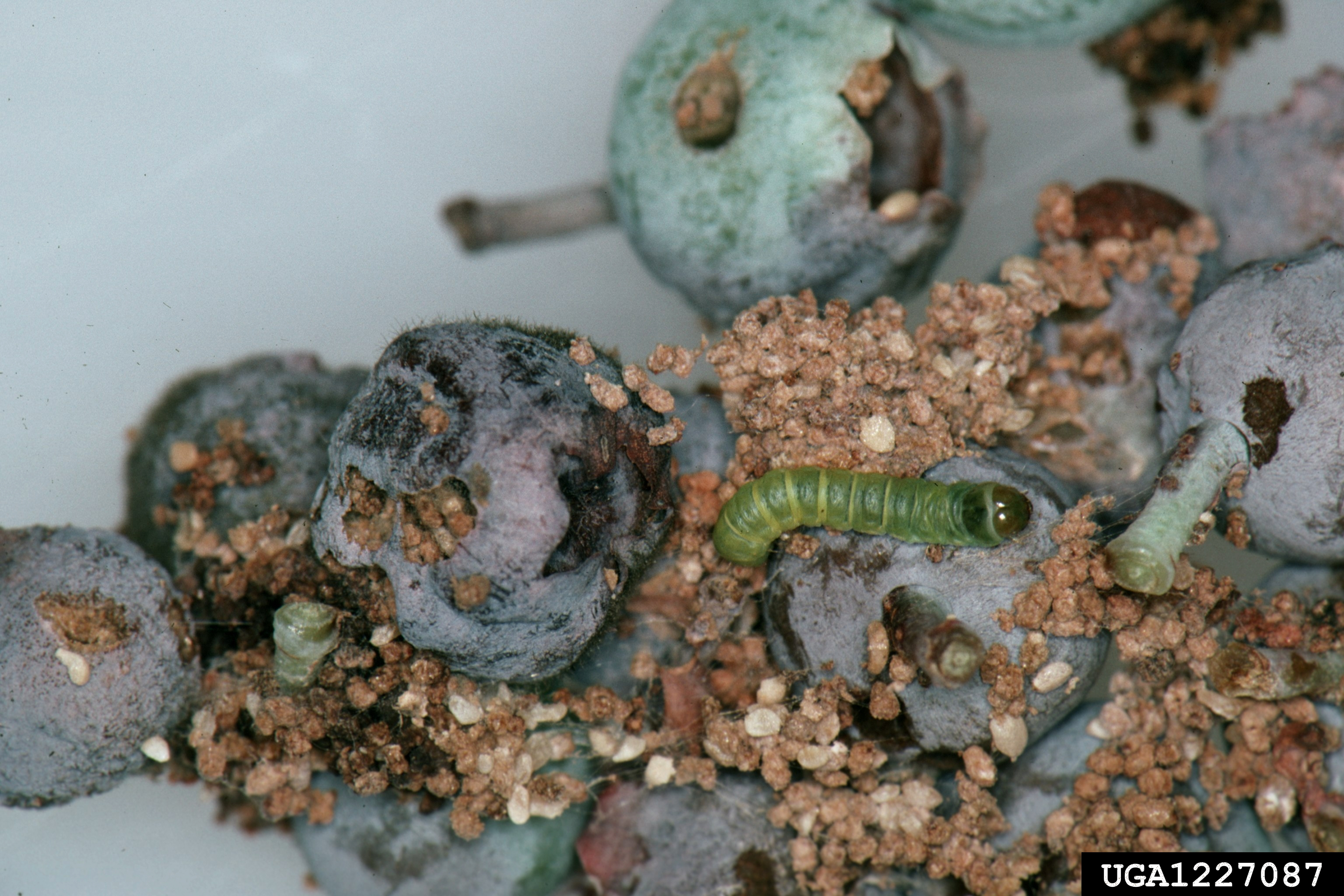
Chenilles.

## Cycle biologique
Les chenilles parasitent notamment les espèces suivantes : Vaccinium corymbosum, Vaccinium macrocarpon, Vaccinium vitis-idaea et Vaccinium stamineum. Elles se nourrissent à l'intérieur d'une baie jusqu'à ce que la majeure partie de son contenu ait été consommée. Les chenilles sont principalement vertes, avec une pigmentation brun-rouge sur la face dorsale, et atteignent environ 1,3 cm de long avant la nymphose. Arrivées à maturité, elles hivernent dans un cocon et émergent au stade adulte après la pleine floraison et la nouaison. Les papillons femelles pondent leurs œufs sur les fruits, généralement sur ou dans la coupe du calice des baies non mûres. Une génération émerge chaque année, chaque chenille consommant jusqu'à huit baies pour achever son développement.